# Rinkenturm
Der Rinkenturm (früher König Wilhelms-Turm) ist ein Aussichtsturm auf dem 759,6 m ü. NHN hohen Rinkenkopf oberhalb des Murgtals bei Baiersbronn im Nordschwarzwald. Von hier bietet sich ein Blick auf das Murgtal, insbesondere auf die Orte Klosterreichenbach und Baiersbronn.
Der Rinkenturm wurde 1914 vom Württembergischen Schwarzwaldverein aus Buntsandstein errichtet und nach dem damaligen württembergischen König Wilhelm II. benannt. 1982 erwarb die Gemeinde Baiersbronn den Rinkenturm vom Schwarzwaldverein.
Der Rinkenturm diente auch dem Rundfunk. Neben dem nichtöffentlichen BOS-Funk befand sich auf dem Rinkenturm ein Füllsender für Das Erste. Die Bundespost errichtete 1970 in unmittelbarer Nähe des Rinkenturms einen 65,8 Meter hohen Fertigbetonturm zur Verbreitung des ZDF sowie des dritten Programms, der heute noch als Füllsender für UKW- und DAB-Rundfunk dient, um Empfangslücken im Murgtal um Baiersbronn zu schließen.
2007 folgte diesem Turm ein Stahlfachwerkturm von Vodafone D2. Letzterer war ursprünglich 46,08 Meter hoch und wurde 2010 durch Aufsetzen einer Antenne für den digitalen BOS-Funk auf 55 Meter erhöht.

## Frequenzen und Programme

### Analoger Hörfunk (UKW)
| Frequenz (MHz) | Programm                  | RDS PS   | RDS PI | Regionalisierung | ERP (kW) | Antennendiagramm rund (ND)/gerichtet (D) | Polarisation horizontal (H)/vertikal (V) |
| -------------- | ------------------------- | -------- | ------ | ---------------- | -------- | ---------------------------------------- | ---------------------------------------- |
| 87,9           | SWR4 Baden-Württemberg    | SWR4_FR_ | DB04   | Südbaden         | 0,1      | ND                                       | H                                        |
| 104,1          | Freies Radio Freudenstadt | FDS104,1 | 150E   | –                | 0,1      | ND                                       | H                                        |

Geplant sind hier zudem die Frequenzen 96,8 MHz und 99,2 MHz zur Verbesserung des SWR-Empfangs in der Region. Ob und wann die Frequenzen in Betrieb gehen, ist allerdings unbekannt.

### Digitales Radio (DAB)
| Block                  | Programme (Datendienste) | ERP (kW) | Antennen- diagramm rund (ND), gerichtet (D) | Polarisation horizontal (H)/ vertikal (V) | Gleichwellennetz (SFN) |
| ---------------------- | --- | -------- | ------------------------------------------- | ----------------------------------------- | --- |
| 8D SWR BW S (D__00235) | DAB+ Block des SWR - SWR1 BW (112 kbps) - SWR Kultur (128 kbps) - SWR3 (Rheinland bis Bodensee) (112 kbps) - SWR4 FN (Studio Friedrichshafen) (112 kbps) - SWR4 FR (Südbaden) (112 kbps) - SWR4 S (Studio Stuttgart) (112 kbps) - SWR4 TU (Studio Tübingen) (112 kbps) - SWR4 UL (Studio Ulm) (112 kbps) - SWR Aktuell (72 kbps) - DASDING (112 kbps) - EPG (24 kbps) - TPEG (16 kbps) | 1,3      |                                             | V                                         | Bad Urach, Baiersbronn, Blauen, Brandenkopf, Eggberg (Bad Säckingen), Elzach Elztal, Eyachtal (Albstadt-Ebingen), Feldberg im Schwarzwald, Freiburg (Schönberg), Hornisgrinde, Raichberg, Reutlingen (Scheibengipfel), Reifersberg, Schramberg, Rottweil (Deilingen), Schutterlindenberg, Sigmaringen, Ulm/Kuhberg, Villingen-Schwenningen, Wannenberg, Witthoh |

### Analoges Fernsehen (PAL)

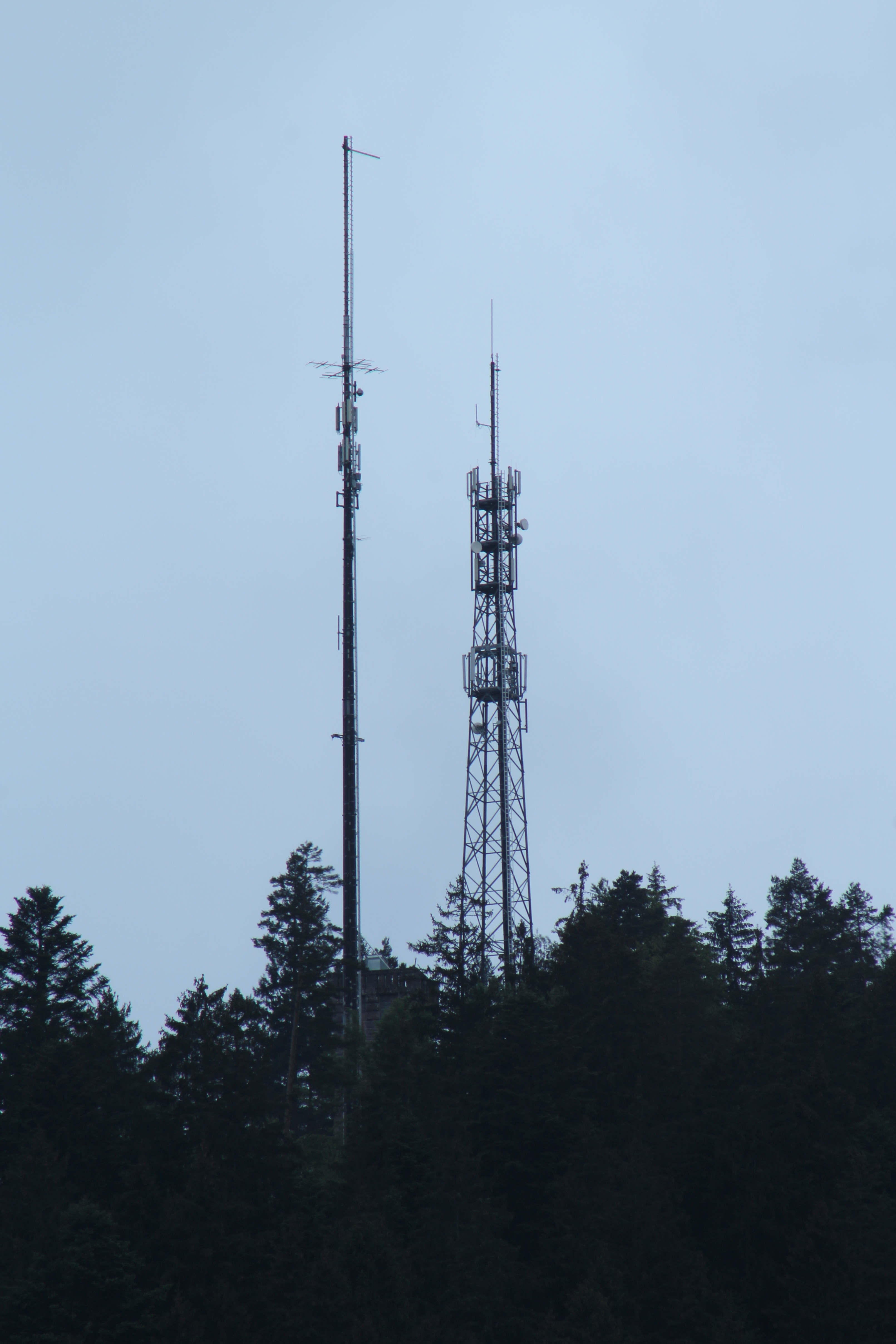
Sendetürme auf dem Rinkenkopf

Vor der Umstellung auf DVB-T diente der Sendestandort auch für analoges Fernsehen:
| Kanal | Frequenz (MHz) | Programm                        | ERP (kW) | Sendediagramm rund (ND)/ gerichtet (D) | Polarisation horizontal (H)/ vertikal (V) |
| ----- | -------------- | ------------------------------- | -------- | -------------------------------------- | ----------------------------------------- |
| 5     | 175,25         | Das Erste (SWR)                 | 0,0003   | D                                      | H                                         |
| 25    | 503,25         | ZDF                             | 0,1      | D                                      | H                                         |
| 60    | 783,25         | SWR Fernsehen Baden-Württemberg | 0,1      | D                                      | H                                         |